# Adelaide Lambert
Adelaide Temperance Lambert (później Schmidt i Ballard, ur. 27 października 1907 w Ancón, zm. 17 kwietnia 1996 w Bremerton) – amerykańska pływaczka. Złota medalistka olimpijska z Amsterdamu.
Zawody w 1928 były jej jedynymi igrzyskami olimpijskimi. Triumfowała w sztafecie w stylu dowolnym (w finale razem z nią płynęły: Albina Osipowich, Eleanor Garatti i Martha Norelius). Była mistrzynią USA i rekordzistką świata.